# 올리비아 알렉산더
올리비아 알렉산더(Olivia Alexander, 1988년 5월 17일 ~ )는 미국의 배우, 무용가이다.

## 영화
- 버스 드라이버 (2016년)
- 캠프 타코타 (2014년)
- Chocolate Milk (2013) - 베티 역
- 30 나이츠 오브 파라노말 액티비티 (2013년) - 리즈 갈렌 역